# Blue One
Films français de court métrage (FFCM), també coneguda amb el segell Alpha France, i finalment sota el segell Blue One, és una empresa francesa de distribució i producció de pel·lícules pornogràfiques.

## Història
Francis Mischkind, nascut el 19 d'agost de 1936, va crear el 1966 la societat FFCM, que distribuïa pel·lícules eròtiques estrangeres, en particular escandinaves, així comi alemanyes o neerlandeses.
El 1971, Mischkind va començar a produir pel·lícules eròtiques, abans de passar a cinema pornogràfic, en 35 mm i després en vídeo. El primer llargmetratge produït va ser Jeux pour couples infidèles, signat per Georges Fleury però que sembla que fou realitzat pel mateix Francis Mischkind. La companyia també importa el primer porno americà a França. A principis dels anys 1970, la fiscalitat de les pel·lícules pornogràfiques va empènyer Mischkind a dedicar temps a la distribució de pel·lícules clàssiques. Però després es va rellançar a la X, esdevenint a la segona meitat de la dècada, sota el segell Alpha France, el primer productor de pel·lícules pornogràfiques franceses, amb llargmetratges dirigits per cineastes com Frédéric Lansac, Burd Tranbaree o Gérard Kikoïne, i amb actrius com Brigitte Lahaie, Marilyn Jess o Cathy Stewart. Les pel·lícules d'Alpha France es van distribuir aleshores en una xarxa de cinemes del mateix Francis Mischkind.
A principis de la dècada de 1990, Francis Mischkind es va dedicar principalment a la distribució de pel·lícules porno americanes. L'empresa, que subministra sobretot Canal + en cinema pornogràfic i torna a publicar els clàssics X francesos en VHS i després en DVD, comença per tornar a produir noves pel·lícules franceses el 1998, aquesta vegada sota el nom de Blue One. Mischkind també compra a Jean-François Davy els drets de moltes pel·lícules estrenades en videocasetes.
Durant els anys 2000-2010, Blue One va continuar produint pel·lícules X guionitzades, rodades per directors com Fred Coppula o Yannick Perrin: Canal + emet les pel·lícules de la companyia, que també s'ofereixen a les seves plataformes VOD. L'any 2004, amb motiu del vintè aniversari del canal xifrat, Blue One va produir la pel·lícula Le Plaisir à 20 ans. També va ser Blue One que, a principis dels anys 2000, va iniciar la carrera de Clara Morgane signant un contracte d'exclusivitat. A la mateixa èpica, Blue One llança també Estelle Desanges, i va produir pel·lícules protagonitzades per altres estrelles porno franceses, com ara Katsuni, Tiffany Hopkins, Ovidie, Mélanie Coste, Nina Roberts, Océane, Delfynn Delage, etc., tot i que continuen reeditant pel·lícules.

## Filmografia parcial de producció i distribució
- Accouplements pour voyeurs (1979)
- Adorable Lola (1979)
- Amour aux sports d'hiver, L' (1981)
- Amour c'est son métier, L' (1979)
- Anita: ur en tonårsflickas dagbok (1973)
- Après-midi d'une bourgeoise en chaleur, Les (1980)
- Auto-stoppeuses en chaleur (1978)
- Aventures des queues nickelées, Les (1978)
- Aventures extra-conjugales (1982)
- Barbara Broadcast (1977)
- Bas de soie noir, Les (1981)
- Bijoux de famille, Les (1975)
- Blue Ecstasy (1976)
- Blondes humides (1978)
- Body Love (1977)
- Bon chic, bon genre, mais... salopes!! (1982)
- Bouche-trou, Le (1976)
- Bouches expertes (1978)
- Bourgeoise et... pute! (1982)
- Brigade call-girls (1977)
- Caresses inavouables (1978)
- Cathy, fille soumise (1977)
- Chaleurs intimes (1977)
- Chambres d'amis très particulières (1982)
- Charnelles, Les (1974)
- Charlotte, mouille sa culotte! (1980)
- Chattes en chaleur (1979)
- Clientes, Les (1982)
- Confessions of a Young American Housewife (1974)
- Confidences d'un trou mignon au Docteur Sex (1981)
- Corps à corps (1976)
- Couple débutant cherche couple initié (1976)
- Couple cherche esclave sexuel (1978)
- Couple "libéré" cherche compagne "libérée" (1981)
- Couples complices (1977)
- Couples intimes (1977)
- Croisière pour couples en chaleur (1980)
- Croisières érotiques pour couples complaisants (1977)
- Cuisses en chaleur (1975)
- Cuisses ouvertes (1980)
- Dames de compagnie (1980)
- Dans la chaleur de St-Tropez (1981)
- Das Sex-Theater (1980)
- Délices du tossing, Les (1982)
- Délire des sens, Le (1978)
- Délires porno (1977)
- Dépucelages (1978)
- Derrière le miroir sans tain (1982)
- Désirs sous les tropiques (1979)
- Détournement de mineur (1983)
- Doctoresse a de gros seins, La (1985)
- Droit de cuissage, Le (1980)
- Du sexe à la une (1983)
- Échange de femmes pour le week-end (1985)
- Échanges de partenaires (1976)
- École de l'amour, L' (1981)
- Enfilées, Les (1980)
- Enquêtes (1979)
- Entrechattes (1978)
- Érections (1975)
- Erotic Adventures of Zorro (1972)
- Esclave pour couple (1981)
- Estivantes pour homme seul (1979)
- Été les petites culottes s'envolent, L' (1984)
- Étreintes déchaînées (1977)
- Extases impudiques (1977)
- Extases très particulières (1980)
- Fabulous Bastard from Chicago, The (1969)
- Fantaisies pour couples (1977)
- Fantasmes très spéciaux (1982)
- Femme objet, La (1980)
- Femmes seules pour un dragueur (1982)
- Fessée ou Les mémoires de monsieur Léon, maître-fesseur, La (1976)
- Feu à la minette, Le (1978)
- French initiation dans un petit cul de pucelle (1985)
- Frígida y la viciosa, La (1981)
- Gamines ouvertes (1981)
- Garçonnières très spéciales (1981)
- Grande baise, La (1977)
- Grande enfilade, La (1978)
- Grande lèche, La (1979)
- Grande levrette, La (1978)
- Grande mouille, La (1978)
- Grande sauterie, La (1978)
- Grandes jouisseuses, Les (1977)
- Histoire du film X clandestin: France 1912 à 1965 (197?)
- Hot Teenage Assets (1978)
- Hôtel pour jeunes filles (1980)
- Hôtesses du sexe, Les (1976)
- I løvens tegn (1976)
- Île des jouissances sauvages, L' (1985)
- Infirmière n'a pas de culotte, L' (1978)
- Infirmières très spéciales (1979)
- Initiation, L' (1970)
- Initiation au collège (1979)
- Initiation d'une femme mariée, L' (1983)
- Innocence impudique (1981)
- Introductions (1976)
- Intruders, The (1974)
- J'ai droit au plaisir (1974)
- J'ai envie de tes baisers (1980)
- Je crie, je jouis (1978)
- Je suis à prendre (1978)
- Je t'offre mon corps (1984)
- Jeunes danoises au pair (1983)
- Jeunes femelles soumises et... salopes (1986)
- Jeunes filles à vendre (1982)
- Jeux de langues (1977)
- Jeux pour couples infidèles (1972)
- Jouir! (1978)
- Joy of Letting Go, The (1976)
- Langue de velours (1976)
- Lèche-moi partout (1978)
- Lingeries intimes (1981)
- Louves brûlantes (1975)
- Love Machine (1983)
- Love Camp 7 (1969)
- Lyckliga skitar (1970)
- Ma mère me prostitue (1982)
- Mais où sont passées les jeunes filles en fleur (1975)
- Maison des milles et un plaisirs, La (1984)
- Maison du plaisir (1976)
- Maison des phantasmes, La (1978)
- Maîtresse pour couple (1980)
- Marilyn, mon amour (1985)
- Mary! Mary! (1978)
- Mélodie pour Manuella (1982)
- Mes nuits avec... (1976)
- Naked Angels (1969)
- Nana (1970)
- Neiges brûlantes (1983)
- Nuits suédoises (1977)
- Nuits très chaudes aux Caraïbes (1979)
- Nymphomane perverse, La (1977)
- Nymphomanes, Les (1980)
- Obsedées, Les (1977)
- Orgies adolescentes (1979)
- Orgies très speciales (1979)
- Parties carrées campagnardes (1980)
- Parties chaudes (1979)
- Parties fines (1977)
- Parties raides (1976)
- Parties très spéciales (1980)
- Passions déchaînées (1981)
- Patientes du gynecologue, Les (1984)
- Pension... des fesses nues, La (1980)
- Pensionnat de jeunes filles (1980)
- Perverse initiation (1980)
- Perversion d'une jeune mariée, La (1978)
- Perversions d'un couple mariée, Les (1983)
- Perversités suédoises (1977)
- Petite etrangère, La (1980)
- Petites annonces très spéciales (1983)
- Petites écolières, Les (1980)
- Petites filles (1978)
- Petites filles au bordel (1980)
- Petites nymphettes, Les (1982)
- Petites salopes, Les (1977)
- Petites voraces, Les (1983)
- Petits slips se déchaînent, Les (1981)
- Petits trous voraces pour sodomies sauvages (1983)
- Plaisir total, Le (1985)
- Plaisirs fous, Les (1976)
- Plaisirs solitaires, Les (1976)
- Polissonnes, Les (1980)
- Porno Story (1979)
- Pornographie suédoise (1976)
- Possessions (1977)
- Pour un sourire (1970)
- Prenez moi! (1985)
- Prison très spéciale pour femmes (1982)
- "Prof" enseigne sans preservatives, La (1982)
- Prof ou Les plaisirs défendus, La (1980)
- Prouesses pornos (1977)
- Provinciales en chaleur (1981)
- Queutardes, Les (1977)
- Rabatteuse, La (1977)
- Raffinements de luxure (1977)
- Rage du sexe, La (1977)
- Retour de Marilyn, Le (1980)
- Retour des veuves, Le (1980)
- Ribald Tales of Robin Hood, The (1969)
- Rosalie se découvre (1983)
- Sams (1974)
- Sarabande Porno (1977)
- Satin Suite (1979)
- Satisfiers, The (1980)
- Scavengers, The (1969)
- Schulmädchen-Porno (1977)
- Skräcken har 1000 ögon (1970)
- Secretaires sans culottes (1979)
- Secrétariat Privé (1983)
- Secrets d'adolescentes (1980)
- Sensations (1975)
- Servante perverse, La (1980)
- Servantes sans culotte (1979)
- Sex in Paradise (1985)
- Sex-cirkusse (1974)
- Sexe qui parle, Le (1975)
- Sexe qui parle II, Le (1976)
- Shocking! (1976)
- Slips fendus et porte-jarretelles (1987)
- Soumission (1979)
- Stormy (1980)
- Suce-moi vampire (1975)
- Suceuses, Les (1979)
- Suprêmes jouissances (1977)
- Tangerine (1979)
- Tendre et malicieuse Christina (1980)
- Tentations de Marianne, Les (1973)
- Tout est permis (1977)
- Tout pour le plaisir (1976)
- Trader Hornee (1970)
- Triples introductions (1977)
- Una sull'altra (1969)
- Une épouse à tout faire (1982)
- Une femme fidèle (1976)
- Une photographe très spéciale (1980)
- Vacances à Ibiza (1982)
- Vacances sexuelles (1978)
- Vénus des neiges, La (1983)
- Veuves en chaleur (1978)
- Vibrations sexuelles (1977)
- Vices cachés d'Eva Blue, Les (1979)
- Vicieuse Amandine (1976)
- Viens... j'ai pas de culotte! (1982)
- Vierges et débauchées (1980)
- Viols et châtiments sexuels  (1985)
- Virginités à prendre (1981)
- Vitrine du plaisir, La (1978)
- Wild Playgirls 2 (1984)
- Zizis en folie, Les (1978)